# Bob Montgomery (Boxer)
Bob Montgomery (* 10. Februar 1919 in Sumter, South Carolina; † 25. August 1998 in Philadelphia, Pennsylvania) war ein US-amerikanischer Boxer.

## Profikarriere
Bob Montgomery, auch Philadelphia Bobcat genannt, wurde im Jahre 1938 Profiboxer und trug seine Kämpfe vornehmlich in den Städten Philadelphia und Atlantic City aus.
Bekannt geworden ist er durch seine packenden Kämpfe gegen seinen Rivalen Beau Jack. In ihrem ersten Aufeinandertreffen am 21. Mai 1943 gewann Montgomery, durch einen Punktesieg nach 15 Runden, den New York State World Lightweight Title. Bei einem Rückkampf sechs Monate später, verlor er diesen aber wieder an Jack.
Nach dem Sieg über Ike Williams und der Niederlage gegen Al „Bummy“ Davis, konnte Montgomery erneut den New York State World Lightweight Title erringen, indem er, im Jahre 1944, Jack erneut nach Punkten besiegen konnte.
Die wohl bekannteste Begegnung zwischen Jack und Montgomery fand am 4. August 1944, vor 15.822 Zuschauern im Madison Square Garden statt. Bei diesem Kampf handelte es sich nicht um einen Titelkampf. Die anwesenden Zuschauer wurden dazu ermutigt Kriegsanleihen zu kaufen, so dass Rekordeinnahmen in Höhe von US $35,864,000 gemacht wurden. Kurz nach dem Kampf wurden beide in die US-Army eingezogen.
Im Jahr 1946 verteidigte Montgomery seinen Titel erfolgreich gegen Allie Stolz und Wesley Mouzon. Den anschließenden Kampf gegen NBA-Titelträger Williams, im Jahr 1947, verlor Montgomery durch technischen K. o. Von dieser Niederlage sollte sich Montgomery nicht mehr erholen.
In seinen 97 Profikämpfen besiegte Montgomery einige hochklassige Boxer der damaligen Zeit, darunter Lew Jenkins, Davey Day, Lulu Costantino, Fritzie Zivic, Joey Peralta, Leo Rodak und Tony Pellone.
1995 fand Montgomery Aufnahme in die International Boxing Hall of Fame.